# Jean l'Exarque
Jean l'Exarque (en bulgare Ĭoan Ekzarkh) est un prélat bulgare du Xe siècle, écrivain et traducteur de textes religieux grecs en vieux-slave. C'est un saint chrétien, fêté le 31 juillet.
Son œuvre a été redécouverte par le philologue et archéologue russe Constantin Kaladjovič (Jean, exarque bulgare, Moscou, 1824), à partir de manuscrits de la bibliothèque synodale de Moscou. On a quelques informations sur lui par les inscriptions et préfaces de ses textes, et il est cité par le prêtre Cosmas, auteur d'un Traité contre les Bogomiles daté des alentours de 972.

## Éléments biographiques
Né vers 890, il fait des études sans doute pour une part dans l'Empire byzantin, puis entre dans les ordres vers 910. C'est alors le règne de Siméon Ier de Bulgarie, qui a fait de sa capitale, Preslav, un centre culturel où l'on s'active notamment à traduire en vieux-slave la littérature religieuse byzantine. En 907, Constantin de Preslav, disciple de Méthode, a traduit, sur la commande du prince, les Quatre discours contre les ariens de saint Athanase. Jean fréquente à Preslav le monastère Saint-Pantéleimon, où le prince Boris, père de Siméon, est mort moine en 907 ; il y trouve encore le prince Doks (ou Duks), frère de Boris (et père de Théodore Doksov, collaborateur de Constantin de Preslav). C'est Doks qui lui rappelle que le devoir du jeune clerc qu'il est à l'époque est de contribuer à cette entreprise de traduction des Pères grecs. Il réalise alors, peu avant 915, d'abord sa traduction de l'Exposition de la foi orthodoxe de Jean Damascène, et ensuite son Hexaéméron.
Il a dû ensuite continuer à écrire, et quelques homélies conservées lui sont attribuées, les plus vraisemblablement de lui étant des homélies festales. Il est ordonné prêtre sans doute vers l'âge légal de trente ans, donc vers 920, et plus tard est nommé « exarque en pays bulgare », titre dont le sens précis est incertain, apparemment celui d'un représentant du patriarche de Constantinople, sans doute sous le tsar Pierre Ier, époque à laquelle les relations avec l'Empire byzantin sont moins tendues. Vers 972, si l'on en croit le prêtre Cosmas, Jean l'Exarque est toujours en vie, mais retiré de ses charges, et sans doute devenu moine, peut-être au monastère Saint-Pantéleimon.

## Œuvre
Ses traductions sont en fait mêlées de développements originaux. La première, appelée Bogoslovie (Théologie) ou Nebesa (Les Cieux), contient quarante-huit chapitres sur cent de l'Exposition de la foi orthodoxe de Jean Damascène ; dans le prologue, il fait référence à l'exemple de Cyrille et Méthode et réfléchit sur le travail de traduction, qui doit s'émanciper du mot-à-mot. La seconde traduction, œuvre plus volumineuse, également avec des parties originales, s'intitule Šestodnev, c'est-à-dire Hexaéméron : il s'agit, selon la tradition du genre, d'un commentaire du premier chapitre de la Genèse, c'est-à-dire de la création du monde en six jours, sous forme de six discours successifs, qui constituent une cosmologie chrétienne ; l'auteur a fait une compilation de Basile de Césarée, de Sévérien de Gabala, de Jean Chrysostome, mais aussi d'Aristote. Le prologue, panégyrique du prince Siméon, contient une description de sa capitale Preslav.

## Éditions
- Linda Sadnik (éd.), Des hl. Johannes von Damaskus Ἔκθεσις ἀκριϐὴς τῆς ὀρθοδόξου πίστεως in der Übersetzung des Exarchen Johannes, 4 vols., Wiesbaden, Otto Harrassowicz, et Fribourg-en-Brisgau, Weiher, 1967-84.
- Rudolf Aitzetmüller (éd.), Das Hexameron des Exarchen Johannes, 7 vols. (texte original, traduction allemande et textes grecs parallèles), Graz, Akademische Druck- und Verlagsanstalt, 1958-75.